# Тебар
Тебар (ісп. Tébar) — муніципалітет в Іспанії, у складі автономної спільноти Кастилія-Ла-Манча, у провінції Куенка. Населення — 375 осіб (2010).
Муніципалітет розташований на відстані близько 170 км на південний схід від Мадрида, 65 км на південь від Куенки.

## Демографія
Динаміка населення (INE ):